# Бошко Козарски
Бошко Козарски (Београд, 8. мај 1983) српски је новинар и путописац. Најпознатији је по емисијама Културиста и Оаза, чији је аутор.
У школи за младе таленте „УМС ” обављао је више задужења, од предавача, до директора представништва. Генерални је менаџер руске школе “Валентина Терешкова” у Београду.

## Каријера
Писао је за Лили магазин, новине Ало, различите портале и сајтове. Као водитељ је радио у емисији „Pop rock kids“ на ТВ Пинк-у.
Уређивао је емисије:  City kids (ТВ Пинк), Пресовање (ТВ Хепи), Сваштарица (ТВ Авала), У потрази за... (ТВ "Pinkids"), и друге. Био је један од ко-аутора емисије "Мали дневник" (РТС).
Учествовао је у организацији и реализацији различитих манифестација: Фестивала „Позориште-двориште“, креативних кампова итд.
Режирао неколико дечијих музичких спотова, позајмљивао глас у анимираним серијалима „Flinstones“, „Tinny toons“, „Mulan“ и други. Режирао је више државних манифестација у области неговања традиције ослободилачких ратова Србије.
Аутор је путописних емисија Културиста и Оаза, које обрађују теме везане за туризам трагом културно-историјских прича, природних лепота и реткости. Продукцију и реализацију ових емисија ради заједно са рођеним братом Савом Козарским.
Као аутор и водитељ популарне путописне емисије "Културиста", Бошко Козарски је добио државни орден руске Федералне агенције "Росотрудичество", која сарађује са другим државама у области науке, културе и образовања. 